# Double Vision
Double Vision ("Vision Doble" en español) es el cuarto álbum de estudio del cantante estadounidense Prince Royce; fue publicado el 24 de julio de 2015, por RCA Records. Es su primer álbum grabado principalmente en inglés.

## Antecedentes
Refiriéndose acerca de su álbum en inglés, Royce dijo; 

"No es imposible, pero pienso que es injusto a veces cuándo ves un álbum que tiene cinco canciones en ingles, cinco canciones en español. Creo que que prefiero hacer álbumes separados para cada idioma. Sin duda mi intención nunca es dejar la música latina;  tengo una audiencia de allí. Pero este álbum en inglés es algo la nueva marca, que me gustaría conseguir, un juguete nuevo para Navidad. Estoy sintiendo lo mismo que cuando publiqué mi primer álbum, así que solo queda a la espera, divertido y haciendo ambos de ahí encima fuera."

## Lista de canciones
| Double Vision - Standard edition |                                              | |                                        |          |  |
| N.º                              | Título                                       | Escritor(es) | Productor (es)                         | Duración |  |
| 1.                               | «Stuck on a Feeling» (feat. Snoop Dogg)      | Jason Evigan, Daniel "Robopop" Omelio, Ross Golan, Sam Martin, Ammar Malik, Daron Jones, Michael Keith, Jason Boyd, Calvin Broadus, Jr. | Evigan, Robopop, Mitch Allan, Dan Book | 3:30     |  |
| 2.                               | «Handcuffs»                                  | Geoffrey Rojas, Evigan, Ian Kirkpatrick, Lindy Robbins                                                                                  | Evigan, Kirkpatrick                    | 3:41     |  |
| 3.                               | «Back It Up» (feat.Jennifer Lopez & Pitbull) | Rojas, Armando Christian Pérez, Savan Kotecha, Ilya Salmanzadeh                                                                         | Ilya, Noah Passovoy, Rune Westberg     | 3:20     |  |
| 4.                               | «Lucky One»                                  | Rojas, Nasri Atweh, Toby Gad | Gad                                    | 3:57     |  |
| 5.                               | «Double Vision» (feat.Tyga)                  | Evigan, Golan, Malik, Jacob Kasher Hindlin, Michael Stevenson                                                                           | Evigan                                 | 3:35     |  |
| 6.                               | «Lie to Me»                                  | Rojas, KSHMR/Niles Hollowell-Dhar, Taylor Parks, Wayne Hector, Freddy Wexler, Dave Kuncio                                               | The Cataracs, Parks                    | 2:46     |  |
| 7.                               | «Dangerous» (feat Kid Ink)                   | Rojas, Brian Collins, Shomari "ShonuFF" Wilson, Marc E. Bassy (Griffin), Murphy Holmes, Yusuf Bashir Ali                                | ShonuFF, Oak                           | 3:50     |  |
| 8.                               | «Extraordinary»                              | Rojas, Westberg | Westberg                               | 3:24     |  |
| 9.                               | «Seal It With a Kiss»                        | Rojas, Nadir Khayat, Talay Riley, Jakob "T.I Jakke" Erixson                                                                             | RedOne, T.I Jakke                      | 3:36     |  |
| 10.                              | «There for You»                              | Rojas, Philip "Hardwork" Constable, Brandon Hesson, Dominic Gordon, Jirou Williams                                                      | Hardwork, Hesson                       | 3:44     |  |
| 11.                              | «Paris on a Sunny Day»                       | Rojas, Parks, Robin "Rob Knox" Tadross, Ely Rise                                                                                        | Rob Knox, Parks                        | 5:07     |  |
| 12.                              | «Chemical»                                   | Rojas, Bassy, Steve Mostyn, Alex Niceforo, Trevor Case                                                                                  | Mostyn, Niceforo, Oak                  | 3:34     |  |
| 44:04                            |                                              | |                                        |          |  |

| Double Vision - Deluxe edition (bonus tracks) |                   | |                               |          |  |
| N.º                                           | Título            | Escritor(es) | Productor(es)                 | Duración |  |
| 13.                                           | «Lay You Down»    | Rojas, Constable, Lindsay Gilbert, Roark Bailey, Víctor Daniel                                                     | Hardwork, Gilbert             | 3:26     |  |
| 14.                                           | «With You»        | Rojas, Leon "RoccStar" Youngblood, Chaz Jackson, Orlando Williamson, Kris Stephens, Michael Jiminez, Terence Coles | RoccStar, Jackson, Williamson | 3:14     |  |
| 15.                                           | «Getaway»         | Rojas, Mostyn, Kalenna Harper, Andrew "Pop" Wansel, Warren "Oak" Felder, Ronald "Flippa" Colson, Anthony Vick      | Pop & Oak, Flippa, Mostyn     | 3:26     |  |
| 16.                                           | «End of My World» | Rojas, Gordon, Parks, Jamaica "Kahn-Cept" Smith                                                                    | Gordon, Kahn-Cept             | 3:41     |  |
| 57:51                                         |                   | |                               |          |  |

| Double Vision - Japanese edition (bonus track) |                     |                                                    |               |          |  |
| N.º                                            | Título              | Escritor(es)                                       | Productor(es) | Duración |  |
| 17.                                            | «Favorite Stranger» | Rojas, Mostyn, Parks, Felder, Smith                | Mostyn, Parks | 3:16     |  |
| 18.                                            | «Jukebox»           | Rojas, Parks, Ronald "Yonny" Ferebee, Earl Johnson | Yonny, Parks  | 2:28     |  |
| 1:03:35                                        |                     |                                                    |               |          |  |

## Posicionamiento en listas
| Listas (2015)                  | Mejor posición |
| ------------------------------ | -------------- |
| Estados Unidos (Billboard 200) | 21             |
| México (AMPROFON)              | 39             |